# Rhintalbrücke
Die Rhintalbrücke  ist eine 307 m lange Brücke der BAB 38. Sie liegt östlich von Breitenworbis zwischen den Autobahnanschlussstellen Breitenworbis und Bleicherode im Landkreis Eichsfeld in Thüringen.
Die Brücke befindet sich zwischen den beiden Orten Breitenworbis und Bernterode. Es ist eine Sieben-Feld-Brücke mit Stützweiten zwischen 32 m und 60 m, die in einer Höhe von maximal 19 m das Tal des Rhin und der Landesstraße 3080 überspannt. Gebaut wurde die Überführung zwischen den Jahren 2007 und 2008. Wegen des unmittelbar östlich anschließenden Höllbergtunnels wurde die Brücke mit zwei eigenständigen Brückenbauwerken errichtet.